# 카마 데 가투
《카마 데 가투》(포르투갈어: Cama de Gato)는 2009년 방영된 브라질의 텔레노벨라이다.